# Semirossia equalis
Semirossia equalis är en bläckfiskart som först beskrevs av Voss 1950.  Semirossia equalis ingår i släktet Semirossia och familjen Sepiolidae. IUCN kategoriserar arten globalt som otillräckligt studerad. Inga underarter finns listade i Catalogue of Life.